# グレース・パク
グレース・パーク（Grace Park、 韓国語姓名：朴 祉垠（パク・ジウン）、本名：朴 敏慶（パク・ミンギョン）、1974年3月14日 - ）は、韓国系カナダ人の女優。

## 来歴
アメリカ合衆国ロサンゼルス生まれ、カナダで育つ。ブリティッシュ・コロンビア大学で心理学の学位を取得した後、映画やテレビに注目し、ジェットリー映画「ロミオ・マスト・ダイ」に出演した。
英語・韓国語のほか、スペイン語、フランス語、広東語も話せる。
アメリカのSFドラマ、GALACTICA/ギャラクティカで、パイロットシャロン・ヴァレリー (Sharon Valerii) として出演。
PCゲームのコマンド&コンカーティベリウムウォーズではLt. Sandra Telfairとして出演している。
2004年、不動産デベロッパーと結婚し、バンクーバーに移住する。
2009年1月来日。
2010年、『ハワイ5-0』のリメイク版『HAWAII FIVE-0』でレギュラー出演。
2013年10月、カナダで男児を出産。アメリカとカナダの二重国籍を取得。

## 出演作品

### 映画
- ロミオ・マスト・ダイ（2000）
- West 32nd（2007）
- リアム16歳、はじめての学校 Adventures in Public School (2019)

### テレビシリーズ
- ダーク・エンジェル※ゲスト出演
- スターゲイト SG-1※ゲスト出演
- GALACTICA/ギャラクティカ（シャロン・ヴァレリー）
- ヒューマン・ターゲット※ゲスト出演
- HAWAII FIVE-0（コノ・カラカウア）
- MACGYVER/マクガイバー（コノ・カラカウア）※ゲスト出演